# Eliseo Grenet
Eliseo Grenet Sánchez (L'Havana, Cuba, 12 de juny de 1893 - 4 de novembre de 1950) fou un pianista, compositor i arranjador cubà. Va compondre música per a revistes musicals i pel·lícules. Fou també autor de famoses peces de música ballable cubana. Eliseo va tenir dos germans músics i compositors: Emilio conegut com a Neno (1901-1941) i Ernesto (1908-1981). Emilio es va fer compositor quan un tauró el va atacar i el va ferir en un braç i una cama en 1930. Ernesto va ser bateria i capdavanter de l'orquestra Tropicana.

## Biografia
Eliseo va estudiar música amb Mercedes Valenzuela i Leandro Simón Guergué, pare del pianista i compositor Moisés Simons. En 1905 va tocar el piano al cinema La Caricatura, i en 1909 va dirigir l'orquestra de sarsuela del teatre Politeama Habanero. Més tard es va unir a la companyia de Regino López en el Teatre Cubà.
En 1925 Grenet va fundar la seva jazz band, amb la qual es va presentar al cabaret Montmatre i al Jockey Club. La formació incloïa a Grenet (piano); Manolo Castro (saxo alt); José Ramón Betancourt (saxo tenor); Pedro Mercado (trompeta); Jorge Bolet (piano substitut) i Enrique Santiesteban (percussió i cantant). En 1927 es va estrenar la sarsuela "La Nena Rita, o l'Havana de 1830" al Teatre Regina, amb música de Grenet i Ernesto Lecuona. D'aquesta sarsuela, la cançó de Grenet, el tango-congo Ai, Mamà Inés, es va fer popular i continua sent-ho avui en dia. Els seus orígens provenen d'una comparsa de 1868, però en aquesta nova versió es va convertir en el tema emblemàtic de la vedette Rita Montaner. En 1930 Grenet va posar música a alguns poemes de Motivos del son, del poeta Nicolás Guillén.
Grenet va abandonar Cuba en 1932 després de caure en desgràcia amb el dictador cubà Gerardo Machado per les lletres del seu Lament cubà: «Oh, Cuba hermosa, primorosa, ¿por qué sufres hoy tanto quebranto?». En caure Machado del poder, Grenet va retornar a Cuba. Després va viatjar a Espanya, i a Barcelona va dirigir l'opereta La virgen morena, presentant-la també a París, on va tocar piano en el night club La Cova, del músic Julio Cueva. Allí amb el seu germà, el percussionista Ernesto, i interpretant La comparsa de los congos, es va adonar del potencial dels ritmes de carnestoltes. S'ha dit que va introduir la conga als Estats Units d'Amèrica, encara que en això hi ha una coincidència temporal amb els treballs dels Lecuona Cuban Boys i el ritme de la conga.
En 1936, va fundar a Nova York el seu night-club El Yumurí, a Broadway amb el Carrer 52 de Manhattan. En aquest club es va presentar el quartet de Pedro Flores. En 1938 Grenet va presentar la seva revista “La Conga" en el seu club i més tard va presentar un espectacle al Teatre Hispà de Nova York, amb el cantant Panchito Riset (1911-1988).

## Composicions
Grenet va escriure, arreglar i algunes vegades dirigir música per a revistes musicals i va gravar per a Columbia Records i Brunswick Records. El seu estil va influir fortament en la música afrocubana durant el període comprès entre les dues guerres mundials.

### Música de pel·lícules
- La Princesa Tam-tam, protagonitzada per Joséphine Baker (París).
- Escàndol d'estels
- Conga bar
- Estampes colonials, amb Miguelito Valdés, Mèxic.
- Milonga de arrabal, Buenos Aires.
- Nits cubanes, Nova York.
- Susanna té un secret, Barcelona.

### Sarsueles
Grenet va escriure música per a sarsueles i altres obres per a teatre musical.
- La toma de Veracruz, estrenada en 1914 al Teatro Alhambra de L'Havana.
- Bohemia
- Como las golondrinas
- El mendigo
- El santo del hacendado
- El submarino cubano
- El tabaquero (llibret: Arquímedes Pous).
- La camagüeyana (estrenada a Barcelona 1935).[8]
- La virgen morena (llibret: Aurelio Riancho).[4]
- Mi peregrina maldita
- La Niña Rita, o La Habana en 1830, coautor amb Ernesto Lecuona.

### Cançons
Grenet va escriure nombroses cançons populars entre les quals esmentarem Drume Negrita, Las perlas de tu boca, El sitierito, Lamento esclavo, Tabaco verde, La comparsa de los congos, La mora, México, La princesa tam-tam, Papá Montero, Rica pulpa, Mi vida es cantar, Lamento cubano, Negro bembón, Tu no sabe inglé, Sóngoro cosongo i el clàssic Ay! Mamá Inés.